# 연합 감리 교회
연합감리교회(영어: United Methodist Church)는 미국의 감리교회이다. 세계교회협의회(WCC,World Council of Churches)와 세계감리교협의회(World Methodist Council)의 회원교단이다. 이 교단은 신학적이나 정치적으로 상당히 진보적이다.

## 같이 보기
- 주류 개신교 교단 목록
- 분류:감리교